# Championnat d'Angleterre de rugby à XV 2018-2019
Navigation
Aviva Premiership
 2017-2018 Gallagher Premiership 2019-2020
Le championnat d'Angleterre de rugby à XV 2018-2019, qui porte le nom Gallagher Premiership de son sponsor du moment, oppose les douze meilleures équipes anglaises de rugby à XV. Le championnat débute le 31 août 2018 et s'achève le 25 mai 2019 par une finale au stade de Twickenham, à Londres. Une première phase de classement voit s'affronter toutes les équipes en matchs aller et retour. À la fin de cette phase régulière, les quatre premières équipes sont qualifiées pour les demi-finales et la dernière du classement est rétrogradée en RFU Championship. La saison se termine sur une phase de playoff avec des demi-finales et une finale pour l'attribution du titre.

## Liste des équipes en compétition
| Bath Bristol Exeter Gloucester Harlequins Leicester Newcastle Northampton Sale Saracens Wasps Worcester |

La compétition oppose pour la saison 2018-2019 les douze meilleures équipes anglaises de rugby à XV :
- Bath Rugby
- Bristol Bears
- Exeter Chiefs Rugby Club
- Gloucester Rugby
- Harlequins
- Leicester Tigers
- Newcastle Falcons
- Northampton Saints
- Sale Sharks
- Saracens
- Wasps
- Worcester Warriors

## Résumé des résultats

### Classement de la phase régulière
| Rang | Club               | J  | V  | N | D  | Bo | Bd | Pm  | Pe  | Diff | Pts |
| ---- | ------------------ | -- | -- | - | -- | -- | -- | --- | --- | ---- | --- |
| 1    | Exeter Chiefs      | 22 | 17 | 0 | 5  | 14 | 4  | 630 | 438 | +192 | 86  |
| 2    | Saracens (T)       | 22 | 16 | 0 | 6  | 10 | 4  | 644 | 440 | +204 | 78  |
| 3    | Gloucester Rugby   | 22 | 13 | 1 | 8  | 10 | 4  | 587 | 515 | +72  | 68  |
| 4    | Northampton Saints | 22 | 11 | 0 | 11 | 8  | 4  | 590 | 521 | +69  | 56  |
| 5    | Harlequins         | 22 | 10 | 0 | 12 | 7  | 9  | 544 | 528 | +16  | 56  |
| 6    | Bath Rugby         | 22 | 10 | 2 | 10 | 6  | 6  | 481 | 480 | +1   | 56  |
| 7    | Sale Sharks        | 22 | 11 | 2 | 9  | 3  | 4  | 462 | 504 | -42  | 55  |
| 8    | Wasps              | 22 | 10 | 0 | 12 | 7  | 4  | 483 | 552 | -69  | 51  |
| 9    | Bristol Bears (P)  | 22 | 9  | 1 | 12 | 6  | 7  | 503 | 580 | -77  | 51  |
| 10   | Worcester Warriors | 22 | 9  | 0 | 13 | 6  | 4  | 491 | 557 | -66  | 46  |
| 11   | Leicester Tigers   | 22 | 7  | 0 | 15 | 5  | 8  | 478 | 632 | -154 | 41  |
| 12   | Newcastle Falcons  | 22 | 6  | 0 | 16 | 1  | 6  | 395 | 541 | -146 | 31  |

|  | Qualifiés pour la phase finale et la coupe d'Europe 2019-2020 (no 1, no 2, no 3, no 4).                                                           |
|  | Qualifiés pour la coupe d'Europe 2019-2020 (no 5, no 6).                                                                                          |
|  | Qualifié pour la coupe d'Europe 2019-2020 si un club anglais des six premières places remporte la coupe d'Europe ou le Challenge européen (no 7). |
|  | Relégué en RFU Championship pour la saison 2019-2020 (no 12).                                                                                     |
|  | T : tenant du titre 2017-2018 ; P : promu 2017-2018                                                                                               |

Attribution des points : victoire sur tapis vert : 5, victoire : 4, match nul : 2, défaite : 0, forfait : -2 ; plus les bonus (offensif : 4 essais marqués ; défensif : défaite par 7 points d'écart maximum).
Règles de classement : 1. Nombre de victoires ; 2.différence de points ; 3. nombre de points marqués ; 4. points marqués dans les matchs entre équipes concernées ; 5. Nombre de victoires en excluant la 1re journée, puis la 2e journée, et ainsi de suite.

### Tableau synthétique des résultats
L'équipe qui reçoit est indiquée dans la colonne de gauche.
| Clubs              | BAT   | BRI   | EXE   | GLO   | HAR   | LEI   | NEW   | NOR   | SAL   | SAR   | WAS   | WOR   |
| ------------------ | ----- | ----- | ----- | ----- | ----- | ----- | ----- | ----- | ----- | ----- | ----- | ----- |
| Bath Rugby         |       | 26-19 | 24-39 | 31-31 | 29-31 | 23-16 | 30-13 | 17-15 | 7-7   | 18-9  | 29-17 | 28-13 |
| Bristol Bears      | 17-10 |       | 29-31 | 28-24 | 20-13 | 41-10 | 35-28 | 40-45 | 20-20 | 23-21 | 22-29 | 25-27 |
| Exeter Chiefs      | 29-10 | 14-9  |       | 23-6  | 17-15 | 40-6  | 35-17 | 40-21 | 35-18 | 31-13 | 19-26 | 28-11 |
| Gloucester Rugby   | 27-23 | 35-13 | 24-17 |       | 25-27 | 36-13 | 28-19 | 27-16 | 15-30 | 30-24 | 27-14 | 36-16 |
| Harlequins         | 32-37 | 36-26 | 28-26 | 7-29  |       | 23-19 | 20-7  | 19-20 | 51-23 | 20-25 | 20-13 | 47-33 |
| Leicester Tigers   | 31-32 | 20-23 | 20-52 | 34-16 | 35-24 |       | 49-33 | 15-29 | 19-15 | 22-27 | 19-14 | 37-44 |
| Newcastle Falcons  | 16-8  | 12-19 | 17-24 | 17-20 | 17-38 | 22-27 |       | 17-31 | 22-17 | 21-32 | 22-23 | 17-6  |
| Northampton Saints | 27-26 | 24-26 | 31-28 | 31-40 | 25-18 | 15-23 | 14-16 |       | 67-17 | 27-38 | 36-17 | 38-10 |
| Sale Sharks        | 6-3   | 27-10 | 14-20 | 46-41 | 28-17 | 32-5  | 20-7  | 18-13 |       | 24-18 | 13-31 | 21-15 |
| Saracens           | 50-27 | 44-23 | 38-7  | 38-15 | 27-20 | 33-10 | 26-12 | 36-17 | 31-25 |       | 29-6  | 25-17 |
| Wasps              | 14-24 | 32-28 | 31-42 | 21-35 | 27-25 | 41-35 | 19-20 | 27-16 | 18-24 | 14-31 |       | 28-16 |
| Worcester Warriors | 21-19 | 52-7  | 30-33 | 27-20 | 20-13 | 17-13 | 20-23 | 6-32  | 39-17 | 31-29 | 20-21 |       |

|  | Victoire à domicile |  | Match nul |  | Défaite à domicile |

### Phase finale

#### Demi-finales
| 25 mai 2019 | Exeter Chiefs | 42 - 12 (23-7) | Northampton Saints | Sandy Park, Exeter Arbitre : Matthew Carley |
| 25 mai 2019 |               |                |                    | Sandy Park, Exeter Arbitre : Matthew Carley |
| 25 mai 2019 |               |                |                    | Sandy Park, Exeter Arbitre : Matthew Carley |

| 25 mai 2019 | Saracens | 44 - 19 (14-12) | Gloucester Rugby | Allianz Park, Londres Arbitre : Luke Pearce |
| 25 mai 2019 |          |                 |                  | Allianz Park, Londres Arbitre : Luke Pearce |
| 25 mai 2019 |          |                 |                  | Allianz Park, Londres Arbitre : Luke Pearce |

#### Finale
| 1er juin 2019 | Exeter Chiefs | 34 - 37 (22 - 16) | Saracens | Stade de Twickenham, Twickenham 75 329 spectateurs Arbitre : Wayne Barnes |
| 1er juin 2019 | Essai(s) : 5 White (1re), Ewers (20e), J. Hill (30e), Slade (57e), S. Hill (80e) Transformation(s) : 3 J. Simmonds (1re, 21e, 80e) Pénalité(s) : 1 J. Simmonds (40e) Carton(s) jaune(s) : 1 Slade (3e) |                   | Essai(s) : 5 George (3e, 76e), Spencer (13e), Williams (59e), Maitland (67e) Transformation(s) : 3 Farrell (61e, 68e, 77e) Pénalité(s) : 2 Farrell (9e, 35e) Carton(s) jaune(s) : 1 Itoje (18e) | Stade de Twickenham, Twickenham 75 329 spectateurs Arbitre : Wayne Barnes |
| 1er juin 2019 | |                   | | Stade de Twickenham, Twickenham 75 329 spectateurs Arbitre : Wayne Barnes |

## Statistiques
Les statistiques incluent la phase finale.

### Meilleurs réalisateurs
| Rang | Joueur            | Club               | Points | Essais | Transf. | Pén. | Drops |
| ---- | ----------------- | ------------------ | ------ | ------ | ------- | ---- | ----- |
| 1    | George Ford       | Leicester Tigers   | 219    | 4      | 29      | 47   | 0     |
| 2    | Duncan Weir       | Worcester Warriors | 204    | 5      | 40      | 33   | 0     |
| 3    | Marcus Smith      | Harlequins         | 170    | 3      | 31      | 31   | 0     |
| 4    | Dan Biggar        | Northampton Saints | 168    | 1      | 35      | 31   | 0     |
| 5    | Billy Twelvetrees | Gloucester Rugby   | 165    | 0      | 45      | 25   | 0     |
| 6    | Owen Farrell      | Saracens           | 143    | 0      | 34      | 25   | 0     |
| 7    | Callum Sheedy     | Bristol Bears      | 130    | 3      | 20      | 25   | 0     |
| 8    | Freddie Burns     | Bath Rugby         | 120    | 2      | 19      | 22   | 2     |
| 9    | Lima Sopoaga      | Wasps              | 116    | 1      | 30      | 17   | 0     |
| 10   | Rhys Priestland   | Newcastle Falcons  | 114    | 2      | 16      | 24   | 0     |
| -    | AJ MacGinty       | Sale Sharks        | 114    | 2      | 16      | 24   | 0     |

### Meilleurs marqueurs
| Rang | Joueur           | Club               | Essais |
| ---- | ---------------- | ------------------ | ------ |
| 1    | Cobus Reinach    | Northampton Saints | 12     |
| 1    | Denny Solomona   | Sale Sharks        | 12     |
| 3    | Joe Marchant     | Harlequins         | 11     |
| 3    | Jonny May        | Leicester Tigers   | 11     |
| 3    | Nick Tompkins    | Saracens           | 11     |
| 6    | Charlie Sharples | Gloucester Rugby   | 10     |
| 6    | Santiago Cordero | Exeter Chiefs      | 10     |
| 8    | Nathan Earle     | Harlequins         | 9      |
| 8    | Alex Lewington   | Saracens           | 9      |
| 8    | Liam Williams    | Saracens           | 9      |